# Senat und Synode

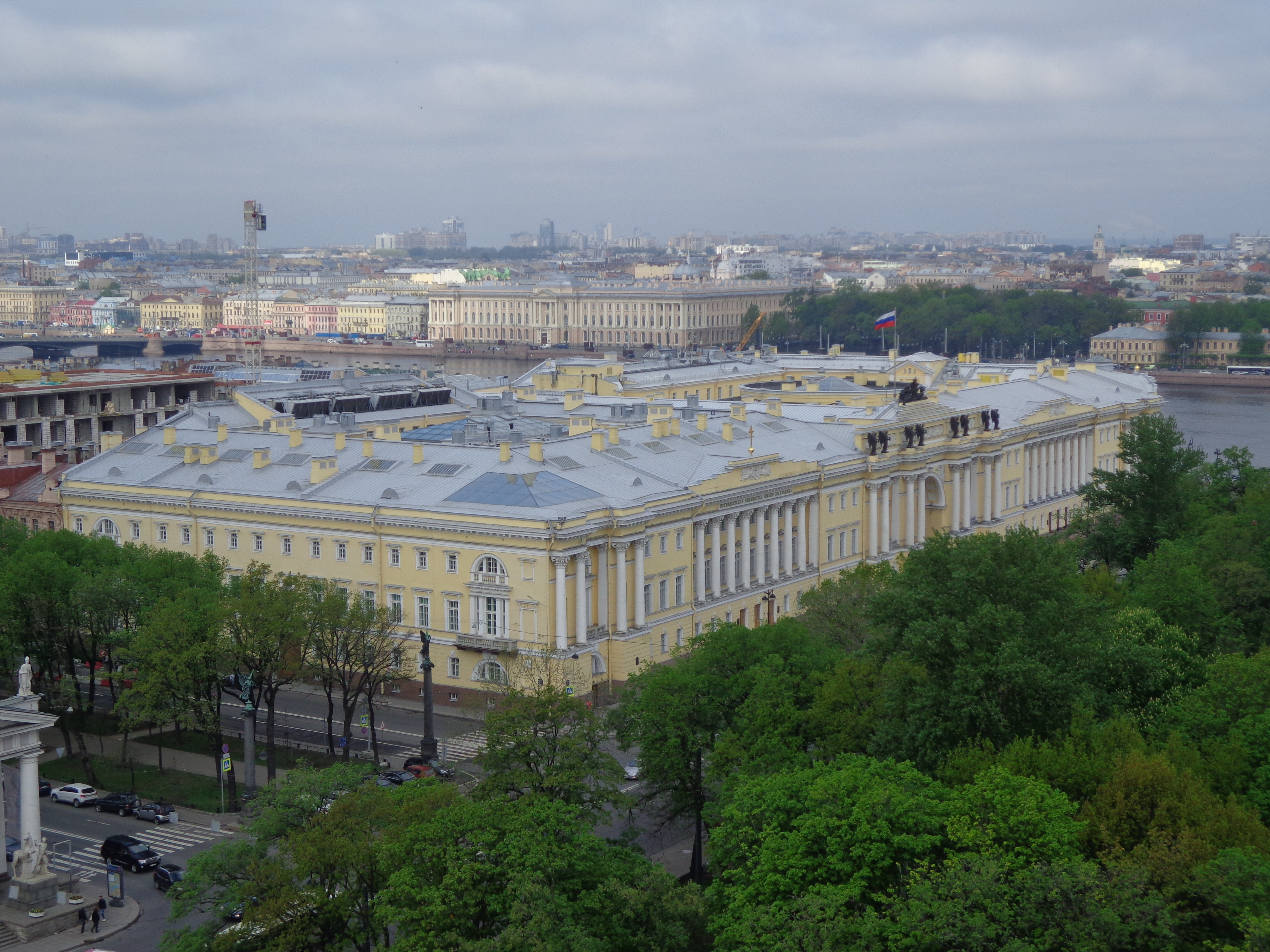
Luftaufnahme des Ensembles

Senat und Synode (russisch Сенат и Синод bzw. Здание Сената и Синода) ist ein Gebäudeensemble im Zentrum von Sankt Petersburg. Es wurde von 1829 bis 1834 unter Leitung von Carlo Rossi erbaut.
Der Bau, das letzte Werk des italienischen Architekten, befindet sich an der Westseite des Senatsplatzes (1925 bis 2008 Platz der Dekabristen) und bezieht sich in Architektur und Größe auf das östlich gegenüberliegende Gebäude der Admiralität, das von 1806 bis 1823 nach Entwürfen von Andrejan Sacharow im Empire-Stil erbaut wurde.
Das Ensemble besteht aus zwei symmetrisch zueinander stehenden Gebäuden, dem (weltlichen) Senat links und der (geistlichen) Synode rechts, die ein Triumphbogen in der Mitte verbindet. Der gesamte Bau ist mit Skulpturen von Stepan (Stephan) Pimenow, Wassili Demut-Malinowski, P. P. Sokolow, N. A. Tokarew, I. Leppe, P. W. Swinzow und N. A. Ustinow reich verziert. Über dem Triumphbogen stellen zwei Figuren Gerechtigkeit und Frömmigkeit dar, sie sollten die Einheit von weltlicher und kirchlicher Macht symbolisieren (bezeichnen aber auch, auf welches Feld nach dem Willen der Herrscher sich die Kirche beschränken sollte).
Der Senat (1711–1917) war ursprünglich die oberste Reichsbehörde für Justiz und Verwaltung, seine Bedeutung und sein Einfluss wechselte aber später vielfach.
Der Synod (1721–1917), anstelle des Patriarchats von Peter dem Großen eingerichtet, war das oberste Gremium der Russisch-Orthodoxen Kirche.

## Spätere Funktionen
Ab 1955 diente der Zwillingsbau dem Zentralen Russischen Historischen Archiv (RGIA);
Seit dem 27. Mai 2008 beherbergt das umfassend restaurierte Gebäude mit seiner wiederhergestellten weiß-gelben Farbigkeit das russische Verfassungsgericht. Am 27. Mai 2009 eröffnete Präsident Medwedew hier die Bibliothek des Präsidenten B. N. Jelzin.

## Denkmal
Vor Senat und Synode steht das berühmte Reiterdenkmal von Falconet für Peter den Großen, 1782. Der Sockel des Denkmals besteht aus einem finnischen Findling, der in 5-jähriger mühevoller Arbeit nach St. Petersburg gebracht worden war.
Auf dem Platz treffen sich beim Denkmal die Petersburger Hochzeitspaare bei ihrem traditionellen Besuch von drei wichtigen Orten der russischen Geschichte.